# Mikołaj z Radomia
Mikołaj z Radomia (Mikołaj Radomski, Nicolaus Radomiensis, t. Nicolaus de Radom, N. de Radom, Mycolay Radomsky) – najwybitniejszy znany polski kompozytor średniowiecznej muzyki polifonicznej, tworzący w pierwszej połowie XV wieku.

## Życiorys
O jego życiu informacje są bardzo skąpe. Znany jest tylko z podpisów przy kilku kompozycjach: „N. de Radom”, „Nicolaus de Radom” i „Mycolay Radomsky”. Poszukiwania tożsamości kompozytora nie dały dotąd żadnych rezultatów. Przypuszcza się, że twórca może być identyczny z działającym w latach dwudziestych XV wieku na Wawelu nadwornym klawicymbalistą królowej Zofii Holszańskiej (Nicolaus clavicembalista dominae reginae Poloniae), ale wysuwane w literaturze (m.in. H. Musielak) hipotezy o identyczności Mikołaja z którąkolwiek z pojawiających się w źródłach osób tego imienia (np. „Nicolaus clavicembalista dominae reginae Poloniae” z 1422, „Nicolaus Geraldi de Radom”, który studiował w Krakowie, gdzie uzyskał stopień magistra, a w latach. 1389–91 był wymieniany w aktach watykańskich jako duchowny urodzony w Radomiu i związany z diecezją krakowską, kilku Mikołajów z Radomia studiujących w Akademii Krakowskiej w latach 1420, 1426 i in., kilku podpisanych w rękopisach z 2. połowy XIV i 2. połowy XV w. z Biblioteki Jagiellońskiej oraz psałterzysta katedry wawelskiej w 1460) nie zostały dotąd potwierdzone. Kompozycje podpisane imieniem M. i dotąd niezidentyfikowane jako dzieła in. twórców są zanotowane czarną mensurą w dwóch polskich zbiorach muzyki wielogłosowej z 2. ćwierci XV w. (1440?): w rękopisie Biblioteki Świdzińskich, później Biblioteki Krasińskich sygn. 52, obecnie Biblioteki Narodowej sygn. III 8054 i w rękopisie Biblioteki Załuskich, następnie Biblioteki Carskiej w Petersburgu sygn. F. Lat. I 378 i z kolei Biblioteki Uniwersyteckiej w Warszawie, potem Biblioteki Narodowej, zaginiony podczas II wojny światowej i znany obecnie z kopii mikrofilmowej (niepełnej) oraz rękopiśmiennej transkrypcji dokonanej z oryginału przez M. Szczepańską i przechowywanej w Instytucie Sztuki PAN w Warszawie; oba rękopisy opublikowane w «Antiquitates Musicae in Polonia».
Jedyna w miarę pewna data to rok 1427, w którym prawdopodobnie powstała kompozycja Hystorigraphi aciem mentis.

## Twórczość
Mikołaj z Radomia jest jedynym polskim kompozytorem średniowiecznym tworzącym muzykę religijną i świecką w stylu burgundzkim. Jego twórczość jest jedynym autorskim śladem recepcji stylu tej szkoły na ziemiach polskich. Mikołaj z Radomia był dobrze wykształconym i obeznanym z nowymi prądami muzykiem - na pewnym etapie życia musiał zetknąć się z twórczością Guillaume’a Dufaya, będącą w owym czasie ścisłą awangardą muzyki europejskiej, a także szkoły Johannesa Ciconii, co stawia go w jednym z szeregu z innymi, najwybitniejszymi zachodnimi twórcami, operującymi nowoczesnymi technikami kompozytorskimi. Do dzisiejszych czasów udało się odnaleźć jedynie siedem utworów Mikołaja z Radomia. Za jeden z pionierskich utworów wykorzystujących technikę fauxbourdon (pochody tercjowo-sekstowe) uznaje się 3-głosowy motet Magnificat. Jest to także najbardziej znany utwór Mikołaja z Radomia. Drugim z najsłynniejszych dzieł tego kompozytora jest Hystorigraphi aciem mentis do tekstu Mikołaja z Błonia lub biskupa Stanisława Ciołka. Jest to panegiryk na cześć pary królewskiej – Władysława Jagiełły i Zofii Holszańskiej oraz ich nowo narodzonego syna (Kazimierza Jagiellończyka). Zdaniem niektórych badaczy Mikołaj mógł być też autorem tekstu oraz muzyki do pieśni Nitor inclite claredinis, stworzonej z okazji urodzin Władysława Warneńczyka i znajdującej się w tym samym rękopisie co Hystorigraphi aciem.
Zachowały się także trzy cykle mszalne (ordinarium missae), ograniczone do Gloria i Credo. W mszach tych pojawia się technika imitacyjna. Kompozytor wykorzystuje w nich także technikę konduktową. Pojawia się również polifoniczny układ głosów, które lokalnie się krzyżują. Ostatnim zachowanym dziełem Mikołaja jest instrumentalna (ballata). Prawdopodobnie dawniej funkcjonowała ona jako utwór wokalny, jednak jego tekst nie zachował się do naszych czasów. W zgodzie z dominującą w I połowie XV wieku praktyką i konwencją kompozytorską, wszystkie utwory Mikołaja z Radomia są 3-głosowe.
Płyta CD, zawierająca dzieła wszystkie zachowane kompozytora (zob. linki) w wykonaniu Ars Nova pod kierownictwem Jacka Urbaniaka była nominowana do Fryderyka w roku 2004 w kategorii Muzyka kameralna (nie było jeszcze kategorii Muzyka dawna).

## Zachowane dzieła
- utwory religijne, bardziej wyszukane
  - Trzy pary mszalne Gloria-Credo (tzw. ordinarium missae)
  - Magnificat
  - Alleluja
- utwory świeckie, muzycznie prostsze
  - utwór z zaginionym tekstem, typu balladowego
  - motet Hystorigraphi aciem mentis (ok. 1427, tekst Mikołaja z Błonia lub biskupa Stanisława Ciołka)